# Abbone il Curvo
Abbone il Curvo, o Abbone di San Germano, conosciuto anche come Abbo Parisiensis o Abbo Sangermanensis (in latino Abbo Cernuus, in francese Abbon le Courbé o Abbon l'Humble; Normandia, 850 circa – Abbazia di Saint-Germain-des-Prés, Parigi, 923 circa), è stato uno scrittore francese.

## Biografia
Nato in Normandia, fu allievo di Aimoino di Saint-Germain e monaco benedettino a Saint-Germain-des-Prés a Parigi. 
Fu testimone dell'assedio della città da parte dei Normanni (885-887) e lo narrò nel poema epico-storico in lingua latina De bellis Parisiacae urbis, in esametri, per la composizione del quale dichiarò di essersi ispirato a Virgilio. 
Il poema, ricco di raffinatezze stilistiche, celebra Oddone, Conte di Parigi e San Germano di Parigi, difensori della città, che con le gesta militari il primo, e i miracoli il secondo, riuscirono a far resistere la città al lungo assedio normanno.
Scrisse inoltre sermoni per istruire il clero.